# Olmoti (Krater)
Der Vulkan-Krater Olmoti (Swahili: Kasoko la Olmoti, deutsch: „Kochtopf“, in der deutschen Kolonialzeit Ololmoti genannt), ist eine Caldera im Ngorongoro Distrikt im Norden der zu Tansania gehörenden Region Arusha.
Der höchste Gipfel von Olmoti ist 3080 m hoch und der Krater hat einen Durchmesser von etwa 6,5 km.
Der Krater gehört zum Schutzprogramm der UNESCO-Biosphärenreservate und zum Ngorongoro-Schutzgebiet. Der Munge-Wasserfall liegt am westlichen Kraterrand. Der Munge-Fluss versorgt die Tierwelt mit Süßwasser und speist außerdem Feuchtgebiete und den Magadi-See am Boden des Ngorongoro-Kraters. Der Krater ist Teil der geografischen Zone Crater Highlands. Der Krater ist für seine einzigartige Flora bekannt.